# Debreceni Dózsa

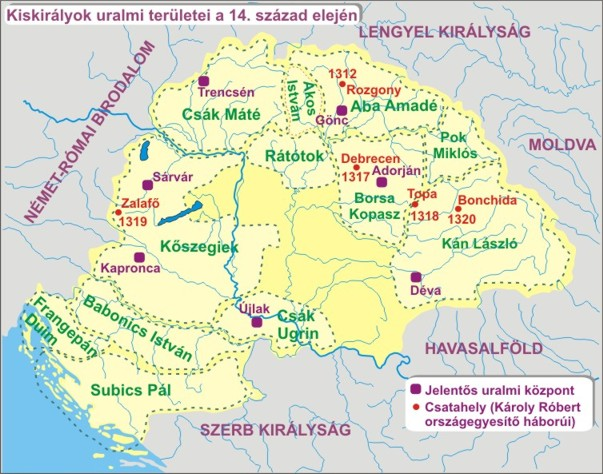
Kiskirályok uralmi területei Magyarországon a 14. század elején

Debreceni (I.) Dózsa (1291 előtt – 1322) katona, hadvezér, az interregnum idején Károly Róbert híve, seregeinek egyik vezére, amiért cserébe egy időben erdélyi vajda, majd nádor is volt. A Debrecenben a 13. századtól a 15. század elejéig birtokos Debreceni család legnevezetesebb tagja.

## Élete
1307 tavaszán Ottó bajor herceg (aki egyben 1305–1308 között magyar király is volt) neki ajándékozta az örökös nélkül a királyra szálltSzabolcs megyei Elep birtokot, mivel szerinte a Barsa nembeli Kopasznak, Bekének és Lászlónak, az ő híveinek rokona. Ez elég valószínűtlen állítás, mivel a Debreceni család egy tagja sem tartozott az Ottót támogató párthoz. A király ezzel az adománnyal akarta az oldalára állítani őt és vele a családot. Ottó lemondása után Dózsa egyértelműen Károly Róbert mellé állt, és 1311-ben már ő vezette a Dunazug-hegységben Csák Máté jelentős túlerőben támadó portyázói ellen több-kevesebb sikerrel védekező királyi csapatokat. Az 1311. évi hadjárat jutalmaként 1311. szeptember 26-án neki adományozta a Pest megyei Páth birtokot, amelyet ajándékbirtokok egész sora követett. Az év végi (sikertelen) ellentámadás idején is ő volt Károly Róbert seregvezére.
1311 őszén a meggyilkolt Aba Amadé fiai katonai segítség fejében behódoltak Csák Máténak, de egyesült hadaik 1312. június 15-én a rozgonyi csatában teljes vereséget szenvedtek Károlytól, akinek egyik alvezére ismét Debreceni Dózsa volt. Ez a győzelem hozott döntő fordulatot hozott az oligarchák elleni küzdelemben. A király a diadal utáni másfél évben sikerrel pacifikálta a meghódított Abaúj, Szepes és Sáros vármegyéket, miközben tovább hadakozott Csák Mátéval. A rozgonyi csata után Debreceni Károly Róbert legbizalmasabb környezetébe került olyannyira, hogy a király Dózsa egyik gyermekének (talán Jakabnak?) a keresztapja.
1317-ben a király a Borsa Kopasz-féle lázadás leverésével bízta meg, amit pár hónap alatt sikerrel végre is hajtott; 1317 tavaszán a debreceni csatában fényes győzelmet aratott, s nem sokkal később a sólyomkői várban Kopaszt el is fogta, majd lefejeztette. Innét 1318-ban Károly Róbert Erdélybe vezényelte egy másik oligarcha család, Kán László fiai ellen, akiket szintén csakhamar legyőzött.
Eredményeiért cserébe még 1317-ben Károly kinevezte Bihar, illetve (részben párhuzamosan) Szabolcs vármegyék (fő)ispánjává, valamint 1318-ban Erdély vajdájává és szolnoki ispánná. Bihari ispánságát 1318-ban visszaadta, a szabolcsit azonban 1322-ig megtartotta. Eközben 1320-ban Károly leváltotta az erdélyi vajdaságról, cserébe nádorrá nevezte ki. E tisztét 1322-ig tarthatta meg, ekkor Szatmár vármegye ispánja lett. Örökölt és szerzett birtokait Debrecen központtal egyesítette; nádori tisztségét is innét gyakorolta.